# Invasió japonesa de Manxúria
La Invasió japonesa de Manxúria s'inicià el 19 de setembre de 1931, quan l'Exèrcit Kwantung de l'Imperi del Japó envaí Manxúria immediatament a continuació de l'Incident de Mukden. Els japonesos van establir un estat titella anomenat Manxukuo, i la seva ocupació va durar fins al final de la Segona Guerra Mundial.

## Antecedents
Després de la guerra russo-japonesa (1904-1905), la zona ferroviària de Manxúria del Sud i la península de Corea havien estat sota el control de l'Imperi japonès. La industrialització i militarització en curs del Japó havien comportat una creixent dependència de les importacions de petroli i metalls dels Estats Units, però les sancions que van impedir el comerç amb els Estats Units van donar com a resultat que el Japó afavorís la seva expansió al territori de la Xina i el sud-est asiàtic.

## Annexió inicial
La disputa sino-japonesa de juliol de 1931 (l'Incident de Wanpaoshan ) va ser seguit per l'Incident Mukden, el 18 de setembre de 1931. El mateix dia de l'Incident Mukden, les seus centrals imperials japoneses, les quals havien decidit sobre la política de localitzar l'incident, comunicaren la seva decisió al comandament de l'exèrcit Kwantung. El comandant en cap General Shigeru Honjō ordenà que les seves forces s'anticipessin a les operacions d'expansió al llarg de la línia del ferrocarril de Manxúria del Sud. Sota les ordres del Lloctinent General Jirō Tamon, les tropes de la Segona Divisió de l'Exèrcit imperial japonès es van desplaçar cap a la línia de ferrocarril i van capturar totes les ciutats al llarg dels 1175 km de la via en uns pocs dies, ocupant Anshan, Haicheng, Kaiyuan, Tiehling, Fushun, Szeping-chieh, Changchun, Kuanchengtzu, Yingkou, Antung, i Penhsihu.
Probablement el 19 de setembre, en resposta a la demanda del General Honjō, l'exèrcit Chosun japonès a Corea comandat pel General Senjuro Hayashi ordenà a la 20a Divisió d'Infanteria dividir les seves forces, formant la 39a Brigada Mixta japonesa, que aquell dia va partir cap Manxúria sense l'autorització de l'Emperador Hirohito.
Entre el 20 de setembre i el 25 de setembre, les forces japoneses van prendre les poblacions de Hsiungyueh, Changtu, Liaoyang, Tungliao, Tiaonan, Kirin, Chiaoho, Huangkutun i Hsin-min. Això va assegurar el control efectiu de les províncies de Liaoning i Kirin i de la línia principal de comunicació amb ferrocarril amb Corea.
L'exèrcit japonès havia actuat sense seguir les ordres del govern central del Japó. El govern civil japonès ho va considerar una insubordinació (gekokujo), però amb les notícies d'una ràpida victòria aviat el Japó va enviar més divisions d'infanteria.

## Moviments de secessió
Després que el Govern Provincial de Liaoning va fugir de Mukden, va ser substituït per un "Comitè de Preservació dels Pobles", que va declarar la secessió de la província de Liaoning de la República de la Xina. Altres moviments secessionistes es van organitzar a la província de Kirin ocupada pels japonesos per part del general Xi Qia cap de l'Exèrcit Imperial de Manxukuo, i a Harbin, pel general Chang Ching-hui. A principis d'octubre, a les Taonan al nord-oest de la província de Liaoning, el general Chang Hai-Peng va declarar el seu districte independent de la Xina, a canvi d'un enviament d'una gran quantitat de subministraments militars per part de l'exèrcit japonès.
El 13 d'octubre, el general Chang Hai-Peng va ordenar tres regiments de l'Exèrcit Imperial de Manxukuo sota el comandament del general Xu Jinglong que anessin al nord per prendre la capital de la província de Heilongjiang, Tsitsihar. La seva avantguarda va ser atacada per les tropes del general Dou Lianfang amb grans pèrdues. Durant aquesta lluita el pont del ferrocarril Nenjiang va ser dinamitat per les tropes lleials al general Ma Zhanshan per evitar-ne el seu ús.

## Resistència a la invasió japonesa
Utilitzant la reparació del pont del riu Nen com a pretext, els japonesos van enviar un partida de reparació a principis de novembre sota la protecció de les tropes japoneses. Els combats van esclatar entre les forces japoneses i les tropes lleials al governador interí de la musulmana província de Heilongjiang, el general Ma Zhanshan, que va triar desobeir la prohibició del govern del Kuomintang sobre una major resistència a la invasió japonesa.
Malgrat el seu fracàs per mantenir el pont, el general Ma Zhanshan va convertir-se en un heroi nacional a la Xina per la seva resistència al pont de Nenjiang, que va ser àmpliament difosa a la premsa xinesa i internacional. Aquesta publicitat va inspirar a més voluntaris per allistar-se als exèrcits voluntaris anti-japonesos.
El pont reparat va fer possible el posterior avanç de les forces japoneses i els seus trens armats.
El 15 de novembre de 1931, malgrat haver més de 400 homes des del 5 de novembre, el General Ma declinà l'ultimatum japonès de rendir-se Tsitsihar. El 17 de novembre 3.500 soldats japonesos comandats pel General Jirō Tamon, van atacar i van forçar que el general Ma abandonés Tsitsihar el 19 de novembre.

## Conseqüències
Al final de la guerra, el febrer de 1932, els japonesos van establir l'estat titella de Manxukuo i Pu Yi fou nomenat pels japonesos el seu governant. La ocupació va durar fins a l'èxit de la Unió Soviètica i Mongòlia amb l'operació ofensiva estratègica de Manxúria a mitjans d'agost de 1945, cap al final de la Segona Guerra Mundial.
Els mitjans de comunicació occidentals van informar sobre els esdeveniments relatant atrocitats com el bombardeig de la població civil, o que es disparava als supervivents traumatitzats. Va emergir una considerable antipatia cap al Japó, la qual va durar fins al final de la Segona Guerra Mundial.
Quan la Comissió Lytton va fer un informe sobre la invasió, Japó ho va considerar inacceptable i es va retirar de la Lliga de les Nacions.